# 糯米香
糯米香（学名：Semnostachya menglaensis），为爵床科糯米香属下的一个植物种。